# Saint-Léger-sous-Margerie
Saint-Léger-sous-Margerie är en kommun i departementet Aube i regionen Grand Est (tidigare regionen Champagne-Ardenne) i nordöstra Frankrike. Kommunen ligger  i kantonen Chavanges som ligger i arrondissementet Bar-sur-Aube. År 2022 hade Saint-Léger-sous-Margerie 52 invånare.

## Befolkningsutveckling
Antalet invånare i kommunen Saint-Léger-sous-Margerie
Referens: INSEE